# SHARK
『SHARK』（シャーク）は、2014年1月12日から3月30日まで日本テレビで毎週日曜日0:50 - 1:20（JST、土曜日深夜）に放送された日本のテレビドラマ。2014年4月20日から開始される『SHARK〜2nd Season〜』についても本項で詳述する。なお、本項目では日時表記を日本標準時で記載し、提出された出典内容や公式HPで表示されている内容とは異なる。

## SHARK

### あらすじ（1st）
5人組ロックバンド「SHARK」は「ワンダーレコード」からメジャーデビューを控えていたがその矢先、バンドのカリスマボーカル・北川和月をバイク事故で失ってしまう。
和月が亡くなって1年が経ち、SHARKはリーダーの萩原海を中心に竜崎歩、里見憲三、足立哲平ら残ったメンバーでライブ活動を行うもメジャーデビューは取り消しになり、ファンは離れていく状況。そんな中、「ワンダーレコード」の社員でSHARKの担当である小松一加は会社の後輩の結婚式で一人の青年・倉田瑞希に出会う。

### キャスト（1st）

#### ロックバンド「SHARK」
倉田 瑞希（くらた みずき）
演 - 平野紫耀（関西ジャニーズJr.）（少年期：青木綾平）
ボーカル担当。元々はロックバンド「BLACK DOG」を組み活動していたが、横柄な態度が災いして、バンドメンバーと仲違いし分裂する。自信家で短気な性格だが本当は仲間を思いやる気持ちを持ち合わせている。
萩原 海（はぎわら かい）
演 - 濵田崇裕（関西ジャニーズJr.）
リードギター担当。リーダー。クールな性格で責任感が強い。
竜崎 歩（りゅうざき あゆむ）
演 - 松村北斗（ジャニーズJr.）
キーボード担当。メンバー唯一の高校生。
北川 和月（きたがわ かづき）
演 - 藤井流星（関西ジャニーズJr）
元ボーカル。1年前にバイク事故で他界。
里見 憲三（さとみ けんぞう）
演 - 岩本照（Snow Man）
ドラム担当。他のバンドから引き抜きの話が出ている。
足立 哲平（あだち てっぺい）
演 - 神山智洋（関西ジャニーズJr.）
サイドギター担当。自分の将来や技術に不安を抱いている。

#### ワンダーレコード
小松 一加（こまつ いちか）
演 - 山下リオ
社員。ロックバンド「SHARK」担当で彼らをデビューさせるために苦悩する。
大川 美紅（おおかわ みく）
演 - 真野恵里菜
一加の後輩社員。旧姓：松村。
吉村 隆弘（よしむら たかひろ）
演 - 岡田浩暉
部長。一加の上司。
冴島 律子（さえじま りつこ）
演 - 大河内奈々子
本部長。瑞希の子役時代の担当マネージャー。

#### その他（1st）
紺野 楓（こんの かえで）
演 - 川栄李奈（AKB48）（少女期：加藤結）
瑞希の幼馴染で「Roller Coast」店員。
小野寺 剛（おのでら）
演 - うじきつよし
海のバイト先の楽器店店長。

#### ゲスト（1st）
複数話・単話登場の場合は演者名の横の括弧（）内に表記。
第1話
品田英雄
演 - 本人
『日経エンタテインメント!』編集委員。
朝倉 光男
演 - 倉貫匡弘
音楽ソフト販売店店長。
真島 裕人
演 - 津田寛治（第2話）
「ホマレダプロ」マネージメント第1事業部社員。

第3話
桜井 笑美
演 - 山谷花純（第9話）
歩の想い人。学校の成績は優秀だが特に親しい友人もおらず、普段からあまり笑わない。

第5話
岡崎 隼人
演 - 菊田大輔（第4話）
主催するイベントでDJとギタリストがセッションするプログラムを企画し、高校時代の同級生である哲平に出演を依頼する。
明石 忍
演 - 柿澤勇人（第6・8話 - 第9話）
海が探してきたSHARKのボーカル候補者。後にロックバンド「CASTAWAYS」を結成する。

第7話
相沢 修治
演 - 松下卓也
ミュージックモンスタープロデューサー。

### スタッフ（1st）
- 脚本 - 桑村さや香
- 音楽 - 牧戸太郎
- 監督 - 窪田崇、西村了、中茎強、伊藤裕史、後藤孝太郎
- 主題歌 - SHARK「KEEP WALKING」
- LIVE曲 - SHARK「Reflexion」「カ・ガ・ヤ・キ」「KEEP WALKING」「SMILE」「ANSWER」
- 脚本協力 - 三田卓人
- 監督補 - 後藤孝太郎
- 助監督 - 谷口尊洋、長塚拓也
- タイトルバック - 中茎強、豊田京太郎
- 撮影 - 安田光
- 制作 - 福士睦
- プロデューサー - 植野浩之、坂下哲也、前畑祥子
- 協力プロデューサー - 伊藤裕史
- ラインプロデューサー - 東島真一郎
- プロデューサー補 - 侭恵子
- AP - 山口仁志
- 企画協力 - ジャニーズ事務所
- 企画制作 - 日本テレビ
- 制作プロダクション - 日テレアックスオン
- 制作協力 - ファブコミュニケーションズ
- 製作著作 - 「SHARK」製作委員会（D.N.ドリームパートナーズ、vap）

### 放送日程（1st）
| 各話                                                     | 放送日  | 監督       |
| -------------------------------------------------------- | ------- | ---------- |
| #1                                                       | 1月12日 | 窪田崇     |
| #2                                                       | 1月19日 | 窪田崇     |
| #3                                                       | 1月26日 | 後藤孝太郎 |
| #4                                                       | 2月02日 | 伊藤裕史   |
| #5                                                       | 2月09日 | 西村了     |
| #6                                                       | 2月16日 | 西村了     |
| #7                                                       | 2月23日 | 窪田崇     |
| #8                                                       | 3月02日 | 窪田崇     |
| #9                                                       | 3月09日 | 中茎強     |
| #10                                                      | 3月16日 | 中茎強     |
| #11                                                      | 3月23日 | 後藤孝太郎 |
| #12                                                      | 3月30日 | 窪田崇     |
| 平均視聴率2.4%（視聴率は関東地区・ビデオリサーチ社調べ） |         |            |

### ネット局（1st）
| 放送対象地域 | 放送局              | 放送期間                | 放送時間                                 | 系列           | 備考     |
| ------------ | ------------------- | ----------------------- | ---------------------------------------- | -------------- | -------- |
| 関東広域圏   | 日本テレビ（NTV）   | 2014年1月12日 - 3月30日 | 日曜日 0:50 - 1:20（土曜日深夜）         | 日本テレビ系列 | 制作局   |
| 福岡県       | 福岡放送（FBS）     | 2014年1月16日 - 4月10日 | 木曜日 2:10 - 2:40（水曜日深夜）         | 日本テレビ系列 | 11日遅れ |
| 近畿広域圏   | 読売テレビ（ytv）   | 2014年1月16日 - 4月10日 | 木曜日 2:43 - 3:18（水曜日深夜）         | 日本テレビ系列 | 11日遅れ |
| 宮城県       | ミヤギテレビ（MMT） | 2014年1月30日 - 4月24日 | 木曜日 0:59 - 1:29（水曜日深夜）         | 日本テレビ系列 | 25日遅れ |
| 山梨県       | 山梨放送（YBS）     | 2014年5月21日 - 7月2日  | 水・木曜日 1:25 - 1:54（火・水曜日深夜） | 日本テレビ系列 | [ 注 2 ] |

### 映像ソフト化
ドラマ全話が収録された『SHARK 通常版』のDVD-BOX（4枚組）およびBlu-ray BOX（4枚組）と、ドラマ全話および特典映像が収録された『SHARK 豪華版』のDVD-BOX（5枚組）およびBlu-ray BOX（5枚組）が2014年7月30日に発売された。

### 映像配信
「未満警察 ミッドナイトランナー」「正しいロックバンドの作り方」放送記念として、動画配信サービス「日テレTADA」「TVer」「GYAO!」にて、期間限定の無料配信実施。
- 1話：2020年3月14日 - 4月21日
- 2話～4話：2020年3月14日 - 3月21日
- 5話～8話：2020年3月21日 - 3月28日
- 9話～12話：2020年3月28日 - 4月21日

2020年3月14日より動画配信サービス「Hulu」にて作品を配信開始。

### 国外放送日程
- Shark（2018年10月14日[8] - 、GEM TV Asia（英語版））

## SHARK〜2nd Season〜
『SHARK〜2nd Season〜』（シャーク セカンドシーズン）は、2014年4月20日から7月13日まで毎週日曜日0:50 - 1:20（土曜日深夜）に、日本テレビ系の「土曜深夜」枠で放送された日本のテレビドラマ。主演は重岡大毅。

### キャスト（2nd）

#### ロックバンド「Cloud5」
入江 朔（いりえ さく）
演 - 重岡大毅（ジャニーズWEST）
ベース担当。バンドデビュー後、現実的に売れる曲をリリースしなければならないと考え、編曲やプロデュースを松雪に一任する。親友の皓太、真琴と3人で共同生活をしている。
萩原 海（はぎわら かい）
演 - 濵田崇裕（ジャニーズWEST）
ギター担当。元「SHARK」のリーダー。一加から「Cloud5」のギタリストが抜けた穴を埋めて欲しいと依頼され、サポートメンバーとして「Cloud5」に参加する。皓太の脱退後、朔から正式に「Cloud5に入らないか」と誘われ、「俺はSHARKだから」と断るが、他の「SHARK」のメンバーによる「SHARKは解散する」という嘘の発言や後押しを受けて正式メンバーとなる。
佐藤 有翔（さとう あると）
演 - 阿部顕嵐（ジャニーズJr.）
ボーカル担当。朔が作成したオリジナル曲より松雪が編曲した楽曲を気に入っており、方向性の違いで皓太や朔と揉める。
小川 晴也（おがわ はるや）
演 - 萩谷慧悟（ジャニーズJr.）
ドラム担当。優しい性格で朔と皓太が起こす喧嘩の仲裁役となっている。

#### ロックバンド「Behind the Scene」
進藤 皓太（しんどう こうた）
演 - 安井謙太郎（ジャニーズJr.)
ギター担当。朔が作る楽曲で勝負がしたいと強く主張し、現実的な考えを持つバンドメンバーと意見が合わず衝突する。クラブで巻き込まれた暴力事件が問題になり、1か月間の謹慎処分が下る。
「Cloud5」を現状よりも進化させるために考えが合わない皓太は朔に切り捨てられ、敵視していた松雪の勧めだったが自分の目指す音楽性と合致したため、現在のバンドに加入する。
北川 旭（きたがわ あさひ）
演 - 岩橋玄樹（ジャニーズJr.）
ボーカル担当。和月の弟。音楽を作り出すことに類いまれなる才能を発揮し、プロデュースする松雪も手が出せないほど。海が「SHARK」を裏切ったと思い込み、敵意を向ける。
東 礼央（あずま れお）
演 - 神宮寺勇太（ジャニーズJr.）
ギター担当。
今野 南（こんの みなみ）
演 - 松倉海斗（ジャニーズJr.）
キーボード担当。
安西 洋平（あんざい ようへい）
演 - 根岸葵海（ジャニーズJr.）
ドラム担当。

#### ロックバンド「SHARK」
倉田 瑞希（くらた みずき）
演 - 平野紫耀（関西ジャニーズJr.)
ボーカル担当。海を「Cloud5」に入らせるために、「実は喉が治ってなかったから歌えない」と嘘をついた。だが喉はまだ完治していないのは事実であり、必ず元通りに歌えることを誓った。
足立 哲平（あだち てっぺい）
演 - 神山智洋（ジャニーズWEST）
サイドギター担当。海を「Cloud5」に入らせるために、「別のバンドを探す」と嘘をついた。
北川 和月（きたがわ かづき）
演 - 藤井流星（ジャニーズWEST）
元ボーカル。1年前にバイク事故で他界。
竜崎 歩（りゅうざき あゆむ）
演 - 松村北斗（ジャニーズJr.)
キーボード担当。海を「Cloud5」に入らせるために、「高校受験の為に親にバンドなんかやめろと言われた」と嘘をついた。
里見 憲三（さとみ けんぞう）
演 - 岩本照（Snow Man）
ドラム担当。海を「Cloud5」に入らせるために、「弟を高校に通わせるためにバイトに専念する」と嘘をついた。

#### ワンダーレコード
小松 一加（こまつ いちか）
演 - 山下リオ
社員。新しくロックバンド「Cloud5」の担当になる。
吉村 隆弘（よしむら たかひろ）
演 - 岡田浩暉
部長。一加の上司。

#### その他（2nd）
米沢 真琴
演 - 楓（E-girls）
朔、皓太のルームメイト。プロダンサー志望。
松雪 久
演 - 豊原功補
音楽プロデューサー。
サマンサ
演 - IVAN
松雪の部下。
小野寺 剛（おのでら）
演 - うじきつよし
海のバイト先の楽器店店長。
明石 忍
演 - 柿澤勇人（最終話）
ロックバンド「CASTAWAYS」ボーカル。

### スタッフ（2nd）
- 脚本 - 桑村さや香、早船歌江子
- 音楽 - 牧戸太郎
- 監督 - 西村了、本田隆一、中茎強、後藤孝太郎
- 主題歌 - ジャニーズWEST「その先へ…」(ジャニーズ・エンタテイメント)
- 監督補 - 後藤孝太郎
- 助監督 - 北野隆
- タイトル - 豊田京太郎、樹下美貴
- アクションコーディネート - 吉田浩之
- 制作 - 福士睦
- プロデューサー - 植野浩之、伊藤裕史
- ラインプロデューサー - 堀尾星矢
- プロデューサー補 - 侭恵子、田中咲紀
- 企画制作 - 日本テレビ
- 企画協力 - ジャニーズ事務所
- 制作プロダクション - 日テレアックスオン
- 制作協力 - イメージフィールド
- 製作著作 - 「SHARK〜2nd Season〜」製作委員会（D.N.ドリームパートナーズ、vap）

### 放送日程（2nd）
| 各話                                                      | 放送日  | 脚本       | 監督              |
| --------------------------------------------------------- | ------- | ---------- | ----------------- |
| #1                                                        | 4月20日 | 桑村さや香 | 西村了            |
| #2                                                        | 4月27日 | 桑村さや香 | 西村了            |
| #3                                                        | 5月04日 | 早船歌江子 | 本田隆一          |
| #4                                                        | 5月11日 | 早船歌江子 | 後藤孝太郎        |
| #5                                                        | 5月18日 | 桑村さや香 | 後藤孝太郎        |
| #6                                                        | 6月01日 | 早船歌江子 | 本田隆一          |
| #7                                                        | 6月08日 | 桑村さや香 | 西村了            |
| #8                                                        | 6月15日 | 早船歌江子 | 本田隆一          |
| #9                                                        | 6月29日 | 早船歌江子 | 中茎強 後藤孝太郎 |
| #10                                                       | 7月06日 | 早船歌江子 | 中茎強 後藤孝太郎 |
| #11・12                                                   | 7月13日 | 桑村さや香 | 西村了            |
| 平均視聴率 2.6%（視聴率は関東地区・ビデオリサーチ社調べ） |         |            |                   |

- 5月25日は『手越のサッカーアース』放送のため休止。
- 6月22日は『2014FIFAワールドカップ  ｢アルゼンチン×イラン｣』放送のため休止。
- 7月13日の最終回は第11話と第12話を1:00 - 2:00（JST）の1時間に拡大し一挙放送[注 3]

### ネット局（2nd）
| 放送対象地域 | 放送局              | 放送期間                | 放送時間                         | 系列           | 備考        |
| ------------ | ------------------- | ----------------------- | -------------------------------- | -------------- | ----------- |
| 関東広域圏   | 日本テレビ（NTV）   | 2014年4月20日 - 7月13日 | 日曜日 0:50 - 1:20（土曜日深夜） | 日本テレビ系列 | 制作局      |
| 福岡県       | 福岡放送（FBS）     | 2014年4月24日 - 7月17日 | 木曜日 2:10 - 2:40（水曜日深夜） | 日本テレビ系列 | 4日遅れ     |
| 近畿広域圏   | 読売テレビ（ytv）   | 2014年4月24日 - 7月24日 | 木曜日 2:43 - 3:18（水曜日深夜） | 日本テレビ系列 | 4日遅れ     |
| 宮城県       | ミヤギテレビ（MMT） | 2014年5月1日 - 7月31日  | 木曜日 0:59 - 1:29（水曜日深夜） | 日本テレビ系列 | 11日遅れ    |
| 山梨県       | 山梨放送（YBS）     | 2014年8月4日 - 8月18日  | 9:55 - 10:55                     | 日本テレビ系列 | 2話ずつ放送 |

### 映像ソフト化
ドラマ全話が収録された『SHARK～2nd Season～ 通常版』のDVD-BOX（4枚組）およびBlu-ray BOX（4枚組）と、ドラマ全話および特典映像が収録された『SHARK～2nd Season～ 豪華版』のDVD-BOX（5枚組）およびBlu-ray BOX（5枚組）が2014年11月12日に発売された。

### 映像配信
「未満警察 ミッドナイトランナー」「正しいロックバンドの作り方」放送記念として、動画配信サービス「日テレTADA」「TVer」「GYAO!」にて、期間限定の無料配信実施。
- 1話：2020年3月14日 - 4月21日
- 2話～4話：2020年3月14日 - 3月21日
- 5話～8話：2020年3月21日 - 3月28日
- 9話～12話：2020年3月28日 - 4月21日

2020年3月14日より動画配信サービス「Hulu」にて作品を配信開始。